# Johann Georg Wilhelm Wilhelmy
Johann Georg Wilhelm Wilhelmy (auch Wilhelm) (* 1781 in Stade; † 17. Juli 1858 ebenda) war ein deutscher Orgelbauer in Stade.

## Leben und Werk
Johann Georg Wilhelm Wilhelmy wurde in Stade als Sohn des Orgelbauers Georg Wilhelm Wilhelmy geboren, der sich dort wegen Arbeiten an der Orgel von St. Cosmae et Damiani (Stade) niedergelassen hatte. Nach dem Tode seines Vaters im Jahre 1806 übernahm Wilhelmy dessen Werkstatt. Der Sohn nannte sich selbst bewusst Wilhelm, anlehnend an die frühere Namensgebung der Familie Wilhelm, um sich auch von dem namensgleichen Vater abzugrenzen.
Wilhelm(y) wirkte fast ausschließlich in der Orgellandschaft zwischen Elbe und Weser. Hier betreute er zahlreiche Orgeln von Arp Schnitger, an dessen Bauweise er sich wie schon sein Vater orientierte. Auf diese Weise führte Wilhelmy die Schnitger-Tradition bis in die Mitte des 19. Jahrhunderts fort, die nach ihm abbrach. Ab den 1840er Jahren hatte er zunehmend mit der auswärtigen Konkurrenz zu kämpfen, die sich dem veränderten Zeitgeschmack angepasst hatte. Wilhelmy blieb ohne Nachfolger, sodass seine Werkstatt nach seinem Tod aufgelöst wurde. Erhaltene Neubauten stehen in Kehdingbruch (1818), Oerel (1831) und Steinau (1839).

## Werkliste
Kursivschreibung gibt an, dass die Orgel nicht oder nur noch das historische Gehäuse erhalten ist. In der fünften Spalte bezeichnet die römische Zahl die Anzahl der Manuale und ein großes „P“ ein selbstständiges und ein kleines „p“ ein angehängtes Pedal. Die arabische Zahl gibt die Anzahl der klingenden Register an. Die letzte Spalte bietet Angaben zum Erhaltungszustand oder zu Besonderheiten.
| Jahr               | Ort                         | Kirche                     | Bild | Manuale | Register | Bemerkungen |
| ------------------ | --------------------------- | -------------------------- | ---- | ------- | -------- | --- |
| 1803/1821          | Beverstedt                  | Fabian und Sebastian       |      | II/p    | 18       | Reparatur und Umbau der Orgel von Arp Schnitger (1709); 1848 und 1966 neues Gehäuse, in drei Registern noch Pfeifen des späten 16. Jahrhunderts und in drei Registern Pfeifen von Schnitger erhalten |
| 1806               | Oldendorf (Landkreis Stade) | St. Martin                 |      | II/P    | 15       | Reparatur und Umbau der Orgel von Erasmus Bielfeldt/Dietrich Christoph Gloger (1730–1733) |
| 1806               | Grünendeich                 | St. Marien                 |      | II/p    | 17       | Wartung der Orgel von Dietrich Christoph Gloger (1766) |
| 1807/1834–35       | Jork                        | St. Matthias               |      | III/P   | 34 (?)   | Reparatur und Umbau der Orgel von Arp Schnitger (1679/1709); bis auf Gehäuse und Prospekt später ersetzt                                                                                             |
| 1808               | Borstel (Jork)              | St. Nikolai                |      | II/P    | 22       | Reparatur und Umbau der Orgel eines unbekannten Orgelbauers (16. Jh.), von Arp Schnitger (1677), Johann Paul Geycke (1766/70–72); später von Philipp Furtwängler umgebaut                            |
| 1808               | Himmelpforten               | St. Marien                 |      | II/P    | 25       | Reparatur der Orgel von Hans Scherer dem Älteren (1587–1590) |
| 1816/1846          | Cappel                      | St. Peter und Paul         |      | II/P    | 30       | Wiederaufbau der Orgel von Arp Schnitger aus Hamburg, St. Johannis; 1846 Reparatur → Orgel von St. Peter und Paul (Cappel)                                                                           |
| 1816–1818          | Kehdingbruch                | St. Jürgen                 |      | I/P     | 16       | Neubau; weitgehend erhalten |
| 1818               | Lüdingworth                 | St.-Jacobi-Kirche          |      | III/P   | 35       | Reparatur und Umbau der Orgel von Arp Schnitger (1682–83), die im Wesentlichen erhalten ist → Orgel der St.-Jacobi-Kirche (Lüdingworth)                                                              |
| 1818               | Estebrügge                  | St. Martini                |      | III/P   | 34       | Reparatur der Orgel von Arp Schnitger (1702), von der nur der Prospekt erhalten ist |
| 1818               | Freiburg/Elbe               | St. Wulphardi              |      | II/P    | 24       | Reparatur und Umbau der Orgel aus dem 16./17., von der einige Register erhalten sind |
| 1823               | Neuenfelde                  | St. Pankratius             |      | II/P    | 34       | Reparatur der Orgel von Arp Schnitger (1688), die zum großen Teil erhalten ist |
| 1824–1825/46/53/56 | Stade                       | St. Wilhadi                |      | III/P   | 40       | Reparaturen und Umbau der Orgel von Erasmus Bielfeldt (1735), die weitgehend erhalten ist |
| 1826               | Grasberg                    | Kirche Grasberg            |      | II/P    | 21       | Reparatur der Orgel von Arp Schnitger (1693–94) aus dem Hamburger Waisenhaus, die weitgehend erhalten ist → Orgel der Grasberger Kirche                                                              |
| 1830–1831          | Oerel                       | St. Gangolf                |      | I/P     | 13       | Neubau unter Verwendung von Teilen der barocken Vorgängerorgel; weitgehend erhalten |
| 1832               | Bülkau                      | St. Johannes der Täufer    |      | II/P    | 22 (?)   | Reparatur der Orgel von Arp Schnitger (1679), von der nur noch der Prospekt erhalten ist |
| 1839               | Steinau                     | St. Johannes der Täufer    |      | II/P    | 19       | Neubau, fast vollständig erhalten |
| 1837–1841          | Stade                       | St. Cosmae et Damiani      |      | III/P   | 42       | Reparatur und Umbau der Orgel von Berendt Hus und Arp Schnitger (1668–1675/88), die im Wesentlichen erhalten ist → Orgel von St. Cosmae et Damiani (Stade)                                           |
| 1843               | Hamelwörden                 | St. Dionysius              |      | II/P    | 16       | Neubau; 2 Register erhalten; 1999/2005 Rekonstruktion hinter historischem Prospekt |
| 1850               | Drochtersen                 | St. Johannis und Catharina |      | II/P    | 26       | Reparatur der Orgel von Johann Daniel Busch; später von Carl Johann Heinrich Röver umgebaut |
| 1842–1856          | Elmlohe                     | Liebfrauenkirche           |      | II/P    | 15       | 11 Register erhalten |